# Life Is...Too $hort
Albums de Too $hort
Born to Mack
(1987) Short Dog's in the House
(1990)
Singles
1. Life Is...Too $hort
Sortie : 1989
2. City of Dope
Sortie : 1989
3. I Ain't Trippin'
Sortie : 1989

Life Is...Too $hort est le deuxième album studio de Too $hort, sorti le 31 janvier 1989.
L'album s'est classé 9e au Top R&B/Hip-Hop Albums et 37e au Billboard 200 et a été certifié double disque de platine par la Recording Industry Association of America (RIAA) le 9 avril 1996.

## Liste des titres
| No  | Titre                                                            | Contient un (des) sample(s) de                                                                  | Durée |
| --- | ---------------------------------------------------------------- | ----------------------------------------------------------------------------------------------- | ----- |
| 1.  | Life Is...Too $hort                                              | School Boy Crush de l'Average White Band                                                        | 4:34  |
| 2.  | Rhymes                                                           |                                                                                                 | 4:17  |
| 3.  | I Ain't Trippin'                                                 |                                                                                                 | 6:41  |
| 4.  | Nobody Does it Better                                            |                                                                                                 | 6:15  |
| 5.  | Oakland                                                          |                                                                                                 | 4:41  |
| 6.  | Don't Fight the Feelin' (featuring Danger Zone et Rappin' 4-Tay) | Don't Fight the Feeling de One Way                                                              | 8:18  |
| 7.  | CussWords                                                        | Change the Beat (Female Version) de Beside Short Side de Too $hort Dope Fiend Beat de Too $hort | 7:44  |
| 8.  | City of Dope                                                     |                                                                                                 | 5:31  |
| 9.  | Pimp the Ho                                                      | Keep It Hot de Cameo                                                                            | 5:54  |
| 10. | Outro                                                            |                                                                                                 | 0:59  |